# Judíos de Kaifeng

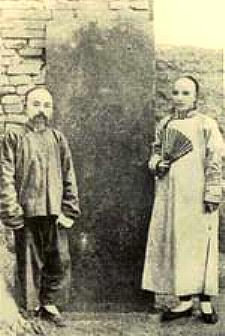
Judíos de Kaifeng, NATIONAL GEOGRAPHIC, 1907.

Los judíos de Kaifeng son los miembros de una pequeña comunidad judía que ha existido en la ciudad de Kaifeng (provincia de Henan) durante siglos. Aunque los judíos en la China moderna se han llamado tradicionalmente a sí mismos youtai (犹太, de Judá) en mandarín, la comunidad era conocida por sus vecinos chinos como miembros del Tiaojiaojin (挑筋教), lo que significa, aproximadamente, "la religión que quita el tendón (una referencia al cashrut)".

## Historia

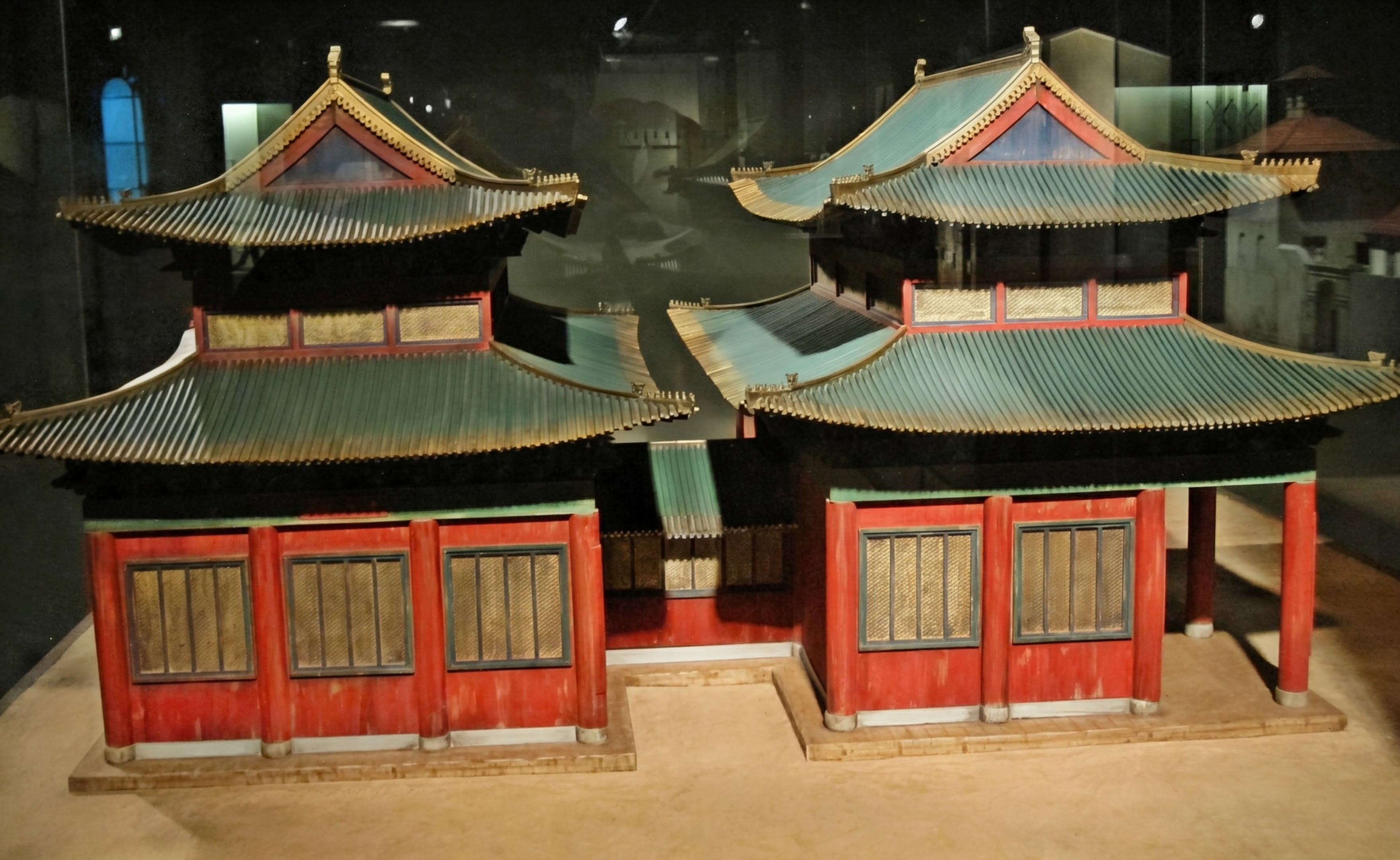
Sinagoga de Kaifeng, Henan, 1163.

Según registros históricos, una comunidad judía con una sinagoga, construida en 1163, existió en Kaifeng por lo menos desde la dinastía Song meridional hasta fines del siglo XIX. Se supone que llegaron desde Asia Central.
La existencia ininterrumpida de este grupo étnico-religioso durante más de 700 años en un medio sociocultural dominado totalmente por los principio morales y éticos confucianos constituye un fenómeno único tanto en la historia china como en la judía. La presencia de judíos en China fue desconocida hasta que Matteo Ricci coincidió con un judío de la comunidad de Kaifeng a principios del siglo XVII. Ricci conoció en 1605 a un joven judío chino llamado Ai Tian (艾田), que le explicó que adoraba a un solo dios. Está registrado que cuando este joven vio una imagen cristiana de María con el niño Jesús creyó que se trataba de Rebeca y Esaú o Jacob, personajes de las Escrituras hebreas. Ai Tian dijo que había venido de Kaifeng, donde vivían muchos otros judíos. Ricci envió un jesuita chino a visitar Kaifeng y, más tarde, otros jesuitas visitaron también la ciudad. Más adelante se supo que la comunidad judía tenía una sinagoga (禮拜寺 libai si) y que tenía gran cantidad de materiales escritos y de libros.
La Rebelión Taiping de la década de 1850 hizo que la comunidad se dispersara, pero más tarde volvió a Kaifeng. En Kaifeng se encontraron tres estelas con inscripciones. La más vieja data de 1489 y conmemora la construcción de una sinagoga en 1163 (que lleva el nombre de 清真寺, Qīngzhēn Sì, término usado con frecuencia para las mezquitas en China). El texto dice que los judíos llegaron a China procedentes de la India durante la dinastía Han (entre el siglo II a. C. y el siglo II d. C.).
Menciona los nombres de 70 judíos con apellidos chinos, describe la audiencia que tuvieron con un tal emperador Song cuyo nombre no se menciona, y hace una lista de la transmisión de su religión desde Abraham hasta el profeta Esdrás. La segunda tablilla, encontrada en la sinagoga Xuanzhang Daojing Si y fechada en 1512 detalla sus prácticas religiosas judías. La tercera, de 1663, conmemora la reconstrucción de la sinagoga Qingzhen Si y repite información que aparece en las otras dos estelas.
Dos de las estelas hacen referencia a un famoso tatuaje escrito en la espalda del general de la dinastía Song Yue Fei. El tatuaje, en el que se lee "lealtad sin límite al país" (en chino simplificado: 尽忠报国; en chino tradicional: 盡忠報國; pinyin: jìn zhōng bào guó), que apareció por primera vez en una sección de la estela de 1489 diciendo sobre los judíos "lealtad sin límite al país y al Príncipe". La segunda apareció en una sección de la de 1512, mencionando cómo los soldados y oficiales judíos en el ejército chino eran "leales sin límite al país". La misma fuente asegura que los israelitas sirvieron como soldados en los ejércitos de Yue Fei.
El padre católico Joseph Brucker, un investigador de principios del siglo XX, apuntó que los manuscritos de Ricci indican que solo había entre 10 y 20 familias judías en Kaifeng entre finales del siglo XVI y principios del XVII y que habrían residido allí durante 500 o 600 años. Afirmaban también los manuscritos que había un gran número de judíos en Hong Kong, lo que llevaría a suponer que judíos leales al futuro emperador Gaozong lo habían acompañado en su huida a Hong Kong. De hecho la estela de 1489 menciona cómo los judíos "abandonaron Bianliang" (Kaifeng) tras el incidente de Jingkang.
A pesar de su aislamiento con respecto al resto de la diáspora judía, los judíos de Kaifeng conservaron sus tradiciones y costumbres judías durante muchos siglos. En el siglo XVII la asimilación empezó a afectar a las tradiciones. La cantidad y el porcentaje de matrimonios interétnicos -con chinos han y con las minorías hui y manchúes de China- se incrementó. La destrucción de la sinagoga en la década de 1860 llevó a la comunidad a su desaparición.
Hoy en día entre 600 y mil residentes de Kaifeng tienen ascendientes judíos. Tras el contacto con turistas judíos, los judíos de Kaifeng han recuperado los lazos con el judaísmo mayoritario. Con la ayuda de organizaciones judías algunos de sus miembros han emigrado a Israel.

## Testimonios escritos
En el libro "The Kaifeng Stone Inscriptions: The Legacy of the Jewish Community in Ancient China", Tiberiu Weisz, un profesor de historia hebrea y religión china, presenta sus propias traducciones de las estelas de 1489, 1512 y 1663. Estas estelas fueron consecuencia de la lenta pero progresiva asimilación de los judíos por los chinos y se dejaron para preservar su religión y para mantener el contacto con sus orígenes. Su traducción revela uno de los muchos orígenes propuestos para los judíos de Kaifeng.
Según Weisz, tras el exilio de Babilonia y la diáspora del siglo VI a. C., levitas desencantados y kohen marcharon con el profeta Esdras debido a la prohibición de tener esposas extranjeras y al decreto que estimulaba los matrimonios entre las tribus de Israel, y desaparecieron para no saberse nada de ellos jamás. Weisz cree que estos judíos se establecieron en el noroeste de la India o (天竺, Tiānzhú, "India celestial", como se le llama en las estelas, donde vivieron durante siglos.
Ya antes de 108 a. C. estos judíos habían emigrado del noroeste de la India a la región de Ningxia (en la actual provincia de Gansu) y fueron avistados por el general chino Li Guang, que había sido enviado a invadir la "región occidental" (西域 Xīyù en chino) para ampliar las fronteras de la China de la dinastía Han. Desde ese momento hasta las postrimerías de la dinastía Tang, los judíos se dispersaron por China, se casaron con esposas chinas, y engendraron hijos "medio chinos, medio bárbaros". Durante la Gran Persecución antibudista (845-846) el budismo y otras religiones extranjeras (zoroastrismo, maniqueísmo, nestorianismo, islamismo y judaísmo) fueron relegadas a las regiones exteriores de China bajo la supervisión de los kitán y todos los templos fueron quemados para construir en el lugar que ocupaban templos confucianos y taoístas, las religiones nativas de China.
Los judíos no volvieron a China hasta que el emperador Taizong, de la dinastía Song, un hombre con grandes ansias de conocimiento, envió mensajeros a todas las partes de China para reclutar y aprender de eruditos extranjeros. Según las primeras traducciones de las estelas la palabra china Guī (歸) en el discurso del emperador a los judíos fue traducida como "venir", induciendo a la mayor parte de los historiadores chinos y occidentales a creer que los judíos vinieron a China durante la dinastía Song. Weisz la traduce sin embargo como "volver", lo que significaría que el emperador sería consciente de su estatus de antiguos ciudadanos chinos y que les daba la bienvenida a China. El emperador les permitió quedarse bajo la protección del imperio Song y continuar con la práctica de la religión de sus ancestros.
Pocas de las obras escritas de Kaifeng han sobrevivido. Una parte significativa de ella se guarda en la biblioteca del Hebrew Union College de Cincinnati (Ohio). Entre las obras de la colección hay un sidur (un libro de oraciones judío) con caracteres chinos y un códice de la Hagadá. El códice es especialmente interesante porque aunque contiene vocales hebreas fue copiado por alguien que no las entendía, y parecen haber sido situadas al azar, por lo que el texto con vocales constituye un galimatías. Como el hebreo se escribe generalmente sin vocales y las consonantes fueron escritas correctamente, un lector hebreo puede descartar esas marcas con escasos errores de lectura.

## Los judíos de Kaifeng en la actualidad
Debido a la situación política la investigación sobre los judíos de Kaifeng y sobre el judaísmo en China sufrió un parón hasta el principio de la década de 1980, cuando se empezaron a realizar reformas económicas y políticas en dicho país. El establecimiento de relaciones diplomáticas entre China e Israel en 1992 renovó el interés por el judaísmo y la experiencia judía, especialmente debido a que 25 000 refugiados judíos huyeron a Shanghái durante el período nazi.
Los judíos de Kaifeng se casaron con los chinos locales y son, por tanto, indistinguibles en apariencia de sus vecinos no judíos. En la tradición rabínica contemporánea, solo se reconoce la condición de judío si se transmite por vía materna, mientras que para los judíos chinos se realiza por vía paterna. Debido a ello para conseguir la nacionalidad israelí deben convertirse, tal y como marca la Ley del retorno. La mayor parte de los descendientes de la comunidad judía de Kaifeng es solo vagamente consciente de su ascendencia judía. Algunos, sin embargo, dicen que sus padres y abuelos les dijeron que eran judíos y que algún día "volverían a su tierra".
Aunque la actitud oficial hacia los descendientes de los judíos de Kaifeng es tolerante, el trato recibido por parte de sus conciudadanos no siempre lo ha sido. En Kaifeng está asentada una dinámica comunidad musulmana que ha sobrevivido a 50 años de aislamiento y hostilidad consentida oficialmente (debida supuestamente a la relación entre las minorías hui, kazajos y uigures y el gobierno chino). Durante ese tiempo los judíos de Kaifeng fueron protegidos y ayudados por los musulmanes, y eran casi indistinguibles de la comunidad musulmana. Eso cambió en el momento en el que con la apertura de China los musulmanes de Kaifeng restablecieron sus lazos con los musulmanes del resto del mundo. La comunidad musulmana recibió ayuda de las naciones musulmanas y adoptó muchas de las actitudes antiisraelíes y antijudías. La mezquita de Kaifeng emitió propaganda antiisraelí y la población musulmana local ha desarrollado una actitud crecientemente hostil hacia los judíos. Como pocos judíos extranjeros visitan Kaifeng, esta hostilidad se ha dirigido hacia los descendientes de la comunidad judía de la ciudad. Hay rumores sobre pogromos, pero dicha información es censurada por el gobierno chino. Debido a la situación, muchos de los judíos de Kaifeng prefieren hacerse pasar por chinos han.[cita requerida] Las nuevas reglas chinas sobre asuntos religiosos de 2018 prohibieron las reuniones judías en público en días festivos y los contactos entre los judíos de Kaifeng y los judíos extranjeros.
En el último censo aparecen, oficialmente, 400 judíos en Kaifeng, pero esa cantidad es cuestionable.[cita requerida] Es difícil calcular el número de judíos en cualquier país, pero en China eso es casi imposible. las cantidades varían en función de los cambios en la actitud oficial. Por ejemplo el número de manchúes durante el reinado del último emperador manchú se calculaba en 2 millones; tras la caída de la dinastía manchú esta etnia desapareció virtualmente por miedo a ser perseguidos y solo 500.000 fueron contabilizados en los censos posteriores. Cuando cambió la política sobre minorías y se les otorgó una protección y derechos especiales el número de manchúes se incrementó hasta alcanzar los 5 millones. El número potencial de judíos y descendientes de judíos en Kaifeng y sus alrededores podría alcanzar los centenares de miles[cita requerida]. Hasta el momento la mayor parte de las otras comunidades judías se ha mostrado indiferente ante su situación. Sin embargo recientemente una familia de judíos de Kaifeng se ha convertido oficialmente al judaísmo y se han convertido en ciudadanos israelíes. Que otros descendientes sigan su ejemplo o no es pura especulación.
El historiador Michael Wood caminaba por una callejuela de Kaifeng en su serie documental "Legacy" (1992) y decía que se llamaba "el callejón de la secta que enseñaba las escrituras", es decir: de los judíos. Decía también que todavía hay hoy en día judíos en Kaifeng, pero que son reacios "en el actual clima político" a mostrarse en público. El libro que complementa al documental afirma que todavía se puede ver una "mezuzá en el dintel de la puerta, y el candelabro en el salón". Del mismo modo en el documental "Quest for the Lost Tribes", del canadiense Simcha Jacobovici se hace una visita a un anciano judío de Kaifeng, el cual detalla la historia reciente de los judíos de la ciudad, muestra algunas fotografías viejas y sus documentos de identidad que lo identifican como miembro del grupo étnico judío.

## Escepticismo
Una erudita, la doctora Xun Zhou, duda de la autenticidad de la comunidad de Kaifeng, considerando que se trata de una invención cultural occidental. Xun Zhou, investigadora en la School of Oriental and African Studies de Londres ha escrito un artículo poniendo en duda el estatus de los judíos de Kaifeng. Afirma que la comunidad no tuvo rollos de la Torá hasta 1851, cuando aparecieron para ser vendidos a ávidos coleccionistas occidentales. Aduce también que, por ejemplo, los dibujos de la sinagoga fueron realizados en Occidente debido a que en el original no parecía tal, y que la comunidad de Kaifeng afirmaba haber conservado prácticas judías desde antes de que se tuviera noticia de su existencia. La conclusión de Xun Zhou es que la comunidad de Kaifeng no era judía.

## Genética
Las pruebas genéticas del cromosoma Y muestran que los judíos de Kaifeng están relacionados con los judíos de Bujará y los mizrajíes de Irak a través de sus haplogrupos R-FT14557 y J-FTF9916. Esto se suma a otra evidencia de que los judíos de Kaifeng son judíos auténticos que descienden parcialmente de los israelitas.